# Ministère des Affaires étrangères (Union soviétique)
Pour les articles homonymes, voir Ministère des Affaires étrangères.
Le ministère des Affaires étrangères de l'Union soviétique (en russe : Министерство иностранных дел СССР ou МИД СССР) était le ministère chargé de la politique étrangère et du bon fonctionnement du système diplomatique en Union soviétique, au sein du conseil des ministres de l'URSS. Il est créé en 1923 et dissous à la chute de l'URSS, en 1991. Ses fonctions ont alors été reprises par le ministère des Affaires étrangères de la fédération de Russie.

## Liste des ministres
| Nom                                                       | Photo                                                     | Début du mandat                                           | Fin du mandat                                             | Durée                                                     | Cabinet                                                   |
| Commissaire du peuple aux affaires étrangères de la RSFSR | Commissaire du peuple aux affaires étrangères de la RSFSR | Commissaire du peuple aux affaires étrangères de la RSFSR | Commissaire du peuple aux affaires étrangères de la RSFSR | Commissaire du peuple aux affaires étrangères de la RSFSR | Commissaire du peuple aux affaires étrangères de la RSFSR |
| --------------------------------------------------------- | --------------------------------------------------------- | --------------------------------------------------------- | --------------------------------------------------------- | --------------------------------------------------------- | --------------------------------------------------------- |
| Léon Trotski                                              |                                                           | 8 novembre 1917                                           | 9 avril 1918                                              | 152 jours                                                 | Lénine I                                                  |
| Gueorgui Tchitcherine                                     |                                                           | 9 avril 1918                                              | 6 juillet 1923                                            | 5 ans, 88 jours                                           | Lénine I                                                  |
| Commissaire du peuple aux affaires étrangères de l'URSS   |                                                           |                                                           |                                                           |                                                           |                                                           |
| Gueorgui Tchitcherine                                     |                                                           | 6 juillet 1923                                            | 21 juillet 1930                                           | 7 ans, 15 jours                                           | Lénine II–Rykov I                                         |
| Maxim Litvinov                                            |                                                           | 21 juillet 1930                                           | 3 mai 1939                                                | 8 ans, 286 jours                                          | Molotov                                                   |
| Vyacheslav Molotov                                        |                                                           | 3 mai 1939                                                | 15 mars 1946                                              | 6 ans, 305 jours                                          | Molotov–Staline I                                         |
| Ministre des Affaires étrangères de l'URSS                |                                                           |                                                           |                                                           |                                                           |                                                           |
| Vyacheslav Molotov                                        |                                                           | 15 mars 1946                                              | 4 mars 1949                                               | 2 ans, 350 jours                                          | Staline II                                                |
| Andrey Vyshinsky                                          |                                                           | 4 mars 1949                                               | 5 mars 1953                                               | 4 ans, 1 jour                                             | Staline II–Malenkov I                                     |
| Vyacheslav Molotov                                        |                                                           | 5 mars 1953                                               | 1er juin 1956                                             | 3 ans, 88 jours                                           | Malenkov II–Boulganine                                    |
| Dmitri Shepilov                                           |                                                           | 1er juin 1956                                             | 15 février 1957                                           | 259 jours                                                 | Boulganine                                                |
| Andrei Gromyko                                            |                                                           | 15 février 1957                                           | 2 juillet 1985                                            | 28 ans, 137 jours                                         | Boulganine–Tikhonov II                                    |
| Edouard Chevardnadze                                      |                                                           | 2 juillet 1985                                            | 15 janvier 1991                                           | 5 ans, 197 jours                                          | Tikhonov–Pavlov                                           |
| Aleksandr Bessmertnykh (en)                               |                                                           | 15 janvier 1991                                           | 23 août 1991                                              | 220 jours                                                 | Pavlov                                                    |
| Boris Pankin                                              |                                                           | 28 août 1991                                              | 14 novembre 1991                                          | 78 jours                                                  | Silayev                                                   |
| Ministre des Relations extérieures de l'URSS              |                                                           |                                                           |                                                           |                                                           |                                                           |
| Edouard Chevardnadze                                      |                                                           | 19 novembre 1991                                          | 25 décembre 1991                                          | 36 jours                                                  | Silayev                                                   |